# Tropaeolum pellucidum
Tropaeolum pellucidum är en krasseväxtart som beskrevs av B. Sparre. Tropaeolum pellucidum ingår i släktet krassar, och familjen krasseväxter. Inga underarter finns listade i Catalogue of Life.